# Cumbach (Rudolstadt)
Cumbach ist ein Ortsteil der Stadt Rudolstadt im Landkreis Saalfeld-Rudolstadt in Thüringen.

## Geografie
Cumbach liegt südlich der Saale, die den Ortsteil von der Altstadt Rudolstadts trennt. Die südlichen Anhöhen sind bewaldet. Am Ufer der Saale befinden sich Wiesenstreifen und Baumreihen.

## Geschichte
Am 10. November 1327 wurde Cumbach erstmals urkundlich erwähnt. Bis 1918 gehörte der Ort zur Oberherrschaft des Fürstentums Schwarzburg-Rudolstadt.
Cumbach wurde am 1. April 1923 ein Stadtteil von Rudolstadt. Der Ort entstand aus zwei Dörfern: Ober- und Untercumbach. Obercumbach entspricht dem heutigen Ortskern von Cumbach, Untercumbach liegt am Ufer der Saale und war Endpunkt des Fährbetriebs, der lange Zeit die einzige Verbindung nach Rudolstadt bildete.
Viele Rudolstädterinnen kamen früher mit ihrer Wäsche auf die Wiese am Saaleufer, um dort die Wäsche von der Sonne bleichen zu lassen. Daher erhielt diese den Namen Bleichwiese, der sich bis heute erhalten hat. Seit etwa 1960 dient dieser Platz als Festplatz von Rudolstadt, insbesondere zum Rudolstädter Vogelschießen, aber auch für Zirkuszelte und andere Veranstaltungen, sowie natürlich als Großparkplatz.
Dahinter schließt sich das heute zur Siemens-AG gehörende Röhrenwerk an, in dem Röntgenröhren hergestellt und weltweit exportiert werden. Ein Gewerbegebiet, ein Wohngebiet, sowie der Heinrich-Heine-Park bis hin zur Großen Wiese gehören ebenfalls zum ehemaligen Untercumbach. Inzwischen unterscheidet man nicht mehr zwischen Ober- und Untercumbach.

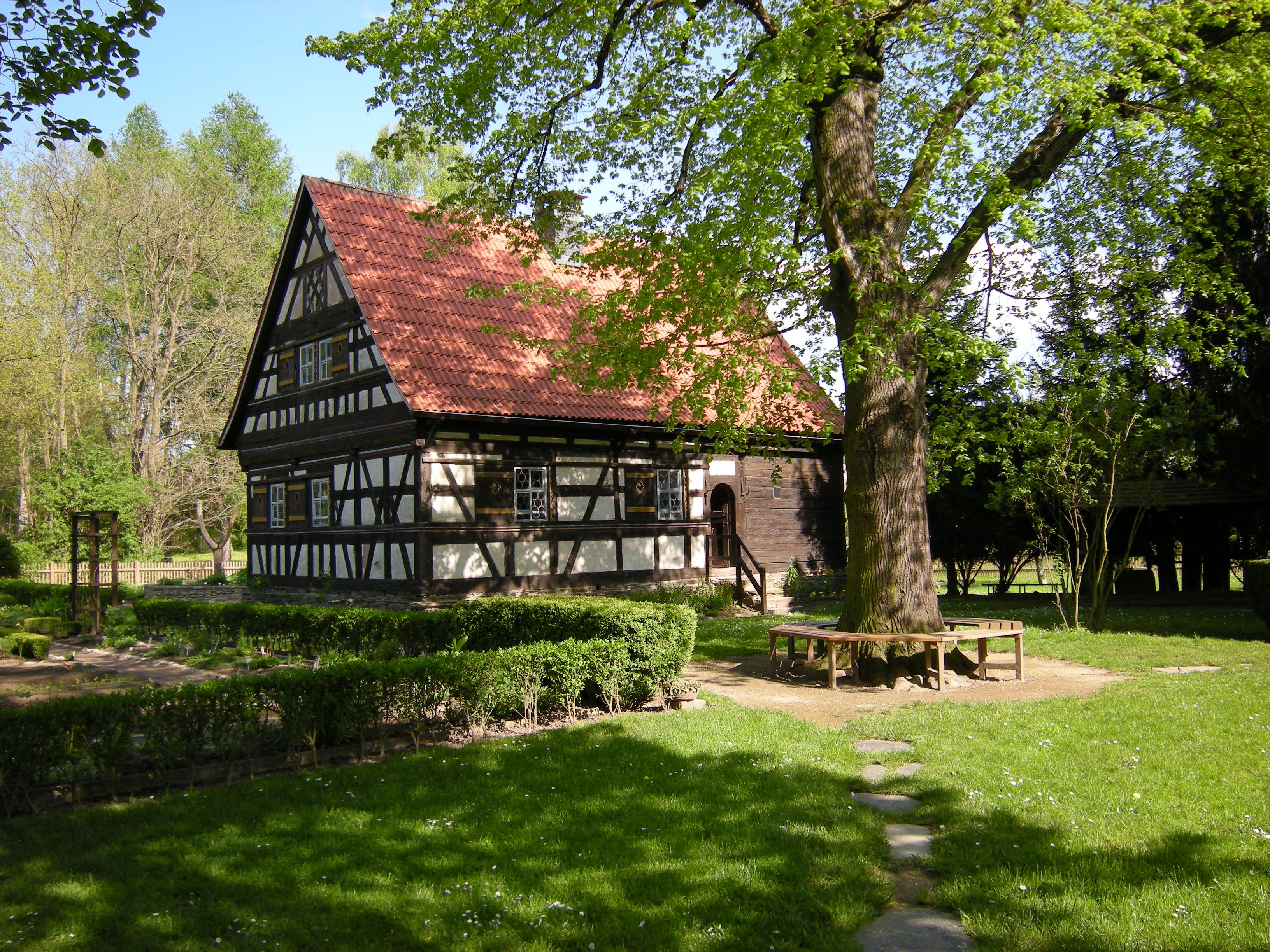
Freilichtmuseum

Im Heine-Park befinden sich u. a. die drei Thüringer Bauernhäuser, sie gelten als ältestes Freilichtmuseum Deutschlands. Die aus dem 17. und 18. Jahrhundert stammenden Häuser wurden in den Jahren 1914/1915 in umliegenden Dörfern abgetragen und im Rudolstädter Stadtpark wieder aufgebaut. Besonders sehenswert ist die Einrichtung einer alten Dorf-Apotheke.
Das Freibad und die Gartenanlage „Große Wiese“ schließen die ehemalige Lücke zwischen den einst eigenständigen Dörfern. Das ursprüngliche Obercumbach liegt geografisch etwas höher. Hier findet man ebenfalls ein Wohngebiet mit direktem Blick zur Heidecksburg und über einen Großteil der Stadt. Die ehemalige Orangerie des Schlosses Cumbach dient heute als Altersheim. Ein Wanderweg führt zur Schillershöhe, die unweit des Saaleknies am Ufer der Saale den Stadtteil Cumbach in westlicher Richtung abschließt. Auf einem der „Langen Berge“ befindet sich in südöstlicher Richtung der Marienturm.
Um den Marienturm errichtete Anfang der 1950er-Jahre der VEB Kunstfaserwerk „Wilhelm Pieck“ in Schwarza ein Betriebs-Ferienlager für die Kinder seiner Betriebsangehörigen.

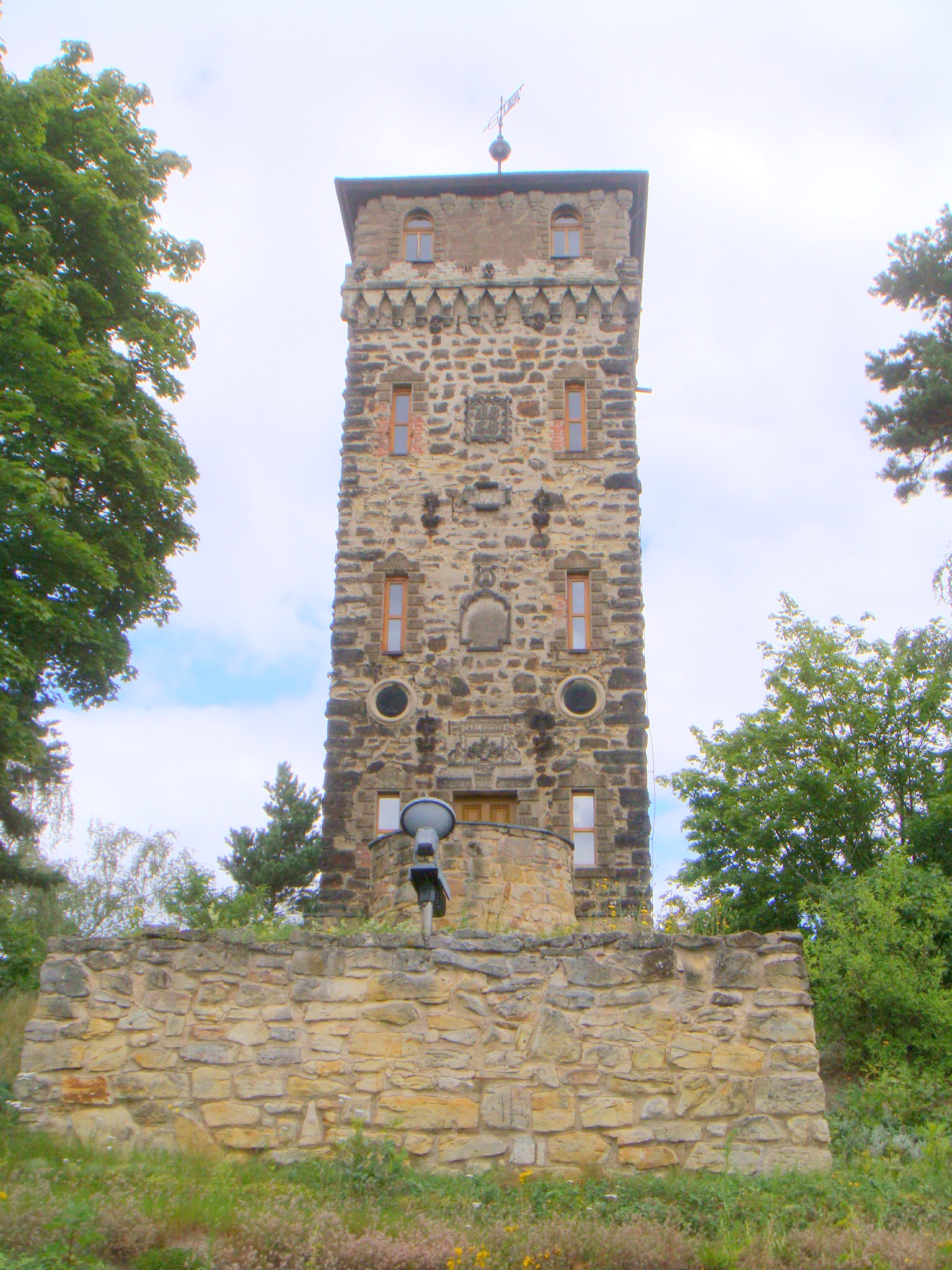
Marienturm auf dem Langen Berge

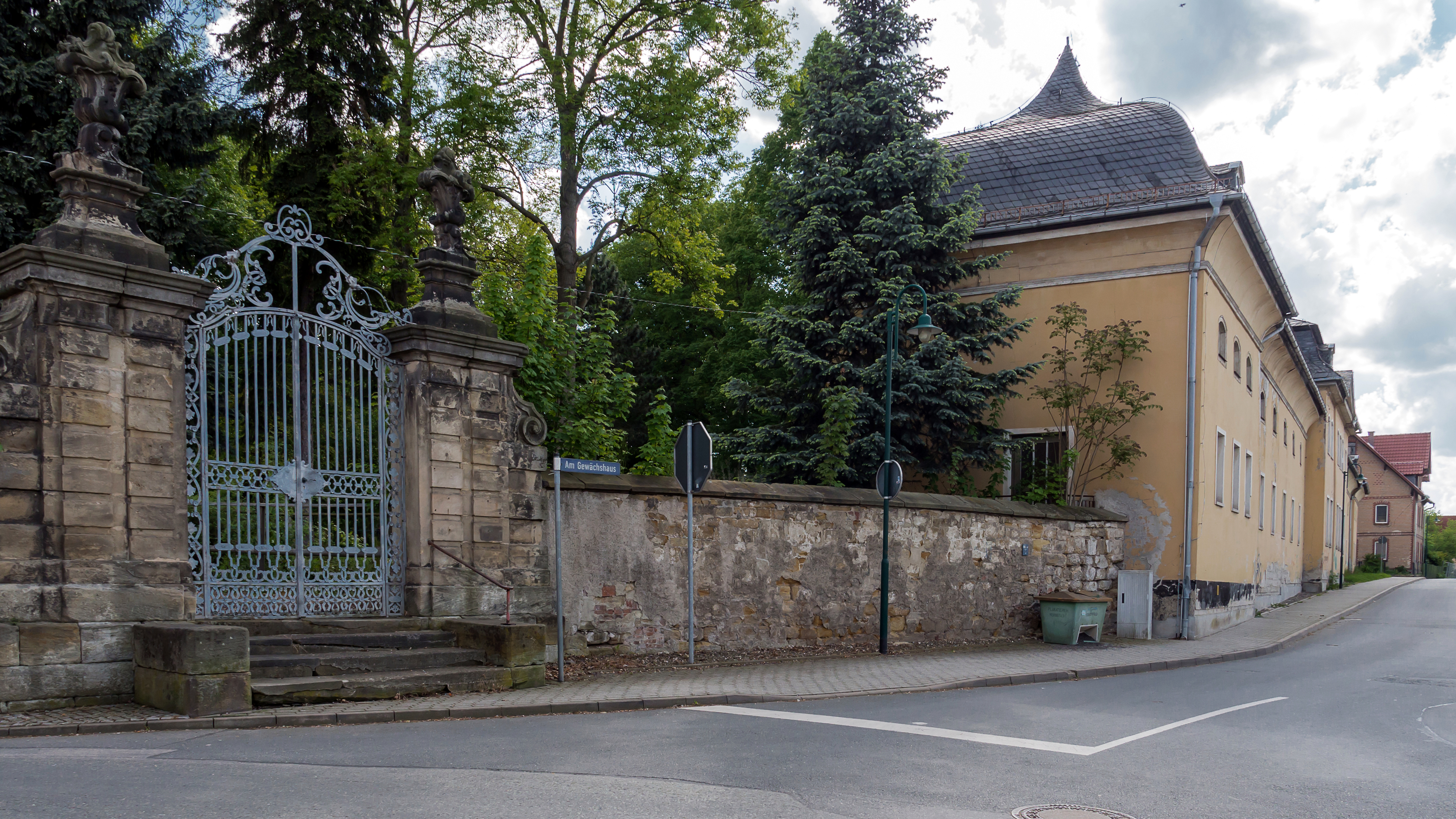
Orangerie des Schlosses

## Bauwerke
- Dorfkirche Cumbach
- Marienturm, ein 1886 errichteter Aussichtsturm. Der Turm beherbergt ein Trauzimmer, ein Vereinszimmer mit Museum, eine Hochzeitssuite und in der obersten Etage auf 14 m Höhe ein Publikumszimmer, das einen guten Rundumblick bietet. Am Fuße des Turmes erwartet ein Hotel mit Restaurant seine Gäste.
- Orangerie des Schlosses